# Live殺人網站
《Live殺人網站》（英語：Untraceable）是一部2008年美國心理恐怖驚悚片，由喬戈瑞·霍比特執導，黛安·蓮恩、柯林·漢克斯、比利·伯克和約瑟夫·克羅斯主演，幕寶電影公司發行。
影片以俄勒岡州波特蘭为背景，讲述了一名連環殺手根据一个名为KillWithMe.com的網站的点击量杀死受害者的故事，该网站上有受害者的实时流媒体影片。数百万人登入该网站，加速了受害者的死亡。

## 剧情
联邦调查局特工珍妮弗·馬什是一位喪偶的單親媽媽，與女兒安妮·哈斯金斯和母親斯特拉·馬什住在波特蘭郊區的一所房子裡。 晚上，她與格里芬·多德一起在聯邦調查局电脑犯罪部門工作，打擊身份盗窃和類似犯罪。一天晚上，一條匿名線索引導他們訪問了一個名為KillWithMe.com的網站，有一隻猫被折磨殺害的流媒体影片。網站無法被關閉，因為創建者在其中內置了故障保護功能；每次伺服器關閉時，鏡像伺服器就会立即上线。
貓死後，KillWithMe.com的網站管理員轉向人類受害者，綁架他們並將他們放入死亡陷阱，這些陷阱会根據網站收到的點擊次數逐漸激活。第一個受害者是直升機飛行員赫伯特·米勒（因注射抗凝剂失血過多而死），其次是新聞廣播員戴维·威廉斯（被水泥固定在地板上用熱燈烤死）。在新聞發布會上，当局敦促公眾避開該網站，但正如珍妮弗擔心的那樣，這反而加大了該網站的受歡迎程度。
格里芬根據自己對兇手身份的預感調查了一條線索，並接到兇手打來的電話。兇手偽裝了自己的聲音，冒充是被格里芬拋棄的相親對象之一，之後绑架了格里芬。在兇手的地下室裡，格里芬被淹沒在一桶水里，水沒過脖子，他的嘴巴被膠帶封住。这个死亡陷阱会將一定濃度的硫酸引入水中。兇手離開房間後，格里芬在臨死之際用摩尔斯电码送出一條信息，向聯邦調查局提供了他正在追踪的線索。
珍妮弗调查摩尔斯电码信息，發現受害者並不是隨機的：他們都參與了传播一名專科學校教師的自殺影片。這位老師的兒子歐文·賴利是个技術天才，变得精神不穩定，崩潰后被送進精神病院。出院後，他決定報仇並證明一個觀點：公眾對他人苦難的興趣是無法滿足的，並對那些他認為曾利用他父親之死的人進行報復。
警察突襲了歐文的家，但他並不在場。歐文現在對珍妮弗很着迷，一直在跟踪着她。他绑架了珍妮弗，將她置於一個臨時的死亡陷阱中：她被吊在耕耘机上方，隨著越來越多的人進入該網站，她会不断往下降，直至死亡。珍妮弗搖晃著避开耕耘机的利刃，抓住一根柱子，把自己拉到地上，從而逃脫了。她掙脫束縛，抓住了兇手，並在警察趕到時開槍打死了歐文。歐文的死訊被廣播出去，就像他父親的死一樣。然後，珍妮弗向網絡攝像頭展示了她的聯邦調查局徽章。
網站聊天室裡的評論逐漸減少，人們發表了諸如“加油，女孩！”“很高興兇手死了”等言論，還有人說“今天死了一位天才”。最後一条評論詢問影片在哪裡可以下載。